# Супер Агури SA05
Супер Агури SA05 e състезателен автомобил на Супер Агури Формула 1 за Световния шампионат на ФИА - Формула 1 - 2006.
Базиран е на шасито на Ероуз от 2002 година с двигател на Хонда и скоростна кутия модифицирана от Ероуз 2002.